# Grabowo Leśne
Grabowo Leśne – osada leśna w Polsce położona w województwie warmińsko-mazurskim, w powiecie nidzickim, w gminie Janowiec Kościelny. Miejscowość wchodzi w skład sołectwa Napierki.
W latach 1975–1998 miejscowość administracyjnie należała do województwa olsztyńskiego.